# Aspidoscelis tigris
Aspidoscelis tigris (лат.) — вид ящериц из семейства тейид надсемейства Teiioidea. Встречается на большей части юго-запада США и севера Мексики. Большинство его популяций кажутся[кому?] стабильными, и он не занесён в список находящихся под угрозой исчезновения ни в одном из штатов, входящих в его ареал. Обитает в самых разных биотопах, включая пустыни и полузасушливые кустарниковые степи, обычно в районах с редкой растительностью; его также можно встретить в редколесьях, открытых сухих лесах и прибрежных зарослях. Живёт в норах. От Aspidoscelis tesselatus отличается отсутствие увеличенных чешуек впереди горловой складки и увеличенными постантебрахиальных чешуек. Ранее он был известен как Cnemidophorus tigris, пока филогенетический анализ не выявил, что род Cnemidophorus является полифилетическим. Поскольку он не мигрирует, в разных регионах развилось несколько его форм, некоторым из которых были даны подвидовые названия, например, Aspidoscelis tigris munda.

## Внешний вид и строение
Тело длинное и тонкое, покрыто мелкими зернистыми чешуйками на спине и более крупными прямоугольными на брюхе. Верхняя сторона часто имеет светлые полосы, а горло может быть розоватым или немного оранжевым у взрослых особей. Максимальная длина от морды до анального отверстия составляет 102 мм, а максимальная общая длина (включая хвост) составляет 305 мм. Детёныши оранжево-жёлтые с тёмными коричнево-чёрными пятнами или полосами.

## Ареал и места обитания
Вид широко распространён по всей северной Мексике и западной части Соединенных Штатов. В США обитает Аризона, Калифорния, Колорадо, Айдахо, Невада, Нью-Мексико, Орегон и Юта. Он встречается в жарких сухих регионах, как правило, с редкой листвой. Он может жить в лесах, кустарниках, прибрежных районах или пустыне. Пустынные подвиды предпочитают среду обитания с растительностью, такой как полынь или чешуйчатый амазон, и полагаются на норы, чтобы спастись от жары пустыни.
В северных частях своего ареала обычно выходит из спячки в мае, и большинство взрослых особей впадают в спячку в течение летних месяцев, но на юге он активен с апреля по конец августа. Поэтому сезонный период активности на севере значительно короче. Дневные периоды активности имеют одинаковую продолжительность с севера на юг, хотя время появления на свет, как правило, наступает позже в северных районах.

## Размножение
Полиплоидный вид. Это двуполый вид, в отличие от других представителей рода Aspidoscelis, состоящих исключительно из самок. Обычно в северной части ареала спаривание происходит в первой половине июня, а самки начинают откладывать яйца в конце июня. Детёныши обычно начинают вылупляться к середине августа. Самки откладывают только одну кладку в год. Однако в южной части ареала самки начинают откладывать яйца уже в мае, и молодые обычно вылупляются уже в середине июня. В южной части ареала самки также могут делать две кладки в год вместо одной.

## Питание
В основном питается насекомыми (чешуекрылыми, сверчками, кузнечиками и жуками), пауками и скорпионами. Добычу ловят при помощи челюстей, а не языка.

## Отбрасывание хвоста
При нападении хищника Aspidoscelis tigris отбрасывает хвост. Мышцы хвоста продолжают сокращаться, заставляя хвост извиваться, чтобы отвлечь хищника от ящерицы. Отбрасывание хвоста большой стресс для ящерицы. Требуется много энергии, чтобы отрастить хвост, и ящерица теряет много жира. Это тактика, часто используемая, когда ящерице угрожает домашняя или дикая кошка.

## Подвиды
Включая номинативный подвид, 16 подвидов Aspidoscelis tigris признаны валидными:
- A. t. aethiops (Cope, 1900)
- A. t. dickersonae (Van Denburgh & Slevin, 1921) — назван в честь американского герпетолога Мэри Синтии Дикерсон[12].
- A. t. disparilis (Dickerson, 1919)
- A. t. multiscutata (Cope, 1892)
- A. t. munda (Camp, 1916)
- A. t. nigroriens (Hendricks & Dixon, 1986)
- A. t. pulchra (K.L. Williams, H.M. Smith & Chrapliwy, 1960)
- A. t. punctata (Walker & Maslin, 1964)
- A. t. punctilinealis (Dickerson, 1919)
- A. t. rubida (Cope, 1892)
- A. t. septentrionalis (Burger, 1950)
- A. t. stejnegeri (Van Denburgh, 1894) — назван в честь американского герпетолога Леонарда Штейнегера.
- A. t. tigris (Baird & Girard, 1852)
- A. t. vandenburghi (Dickerson, 1919) — назван в честь американского герпетолога Джона Ван Денбурга.
- A. t. variolosa (Cope, 1892)
- A. t. vivida (Walker, 1981)